# Le Pèlé
Le Pèlé ist ein Film aus dem Jahr 1963 der Schweizer Regisseure Moritz de Hadeln, Walter Marti und Sandro Bertossa. Der Film handelt von der alljährlichen Pilgerfahrt der Sorbonne-Studierenden von Paris nach Chartres, im Volksmund «le Pèlé» genannt.

## Entstehung
1962 fotografierte Moritz de Hadeln ein Ereignis, das ihn zu seinem ersten Film inspirierte. Er begleitete mit seiner Kamera die alljährliche Pilgerfahrt der Sorbonne-Studenten von Paris nach Chartres, im Volksmund «le Pèlé» genannt, die zum Andenken an den Schriftsteller Charles Péguy (1873–1914) durchgeführt wurde.
«Der Pilgermarsch über sechzig Kilometer nach Chartres faszinierte mich, weil es jedes Jahr ein Thema gab, über das die Studenten unterwegs diskutierten», erzählt de Hadeln.
Ein Jahr später, 1963, wurde der Film Le Pèlé realisiert, ein bedeutendes Dokument des «Cinéma-vérité».
Über Freddy Buache, den Gründer der Cinémathèque Suisse kam de Hadeln in Kontakt mit dem Produzenten Walter Marti aus Zürich, welcher sich für das Filmprojekt begeistern liess.
Unter der Leitung von Moritz de Hadeln begleiteten insgesamt vier Filmteams am 4. Mai 1963 rund 10.000 Studentinnen und Studenten auf ihrem 50 bis 60 km langen Marsch von Paris nach Chartres. Dank der vier Teams konnte ein und dasselbe Ereignis gleichzeitig aus verschiedenen Blickwinkeln beobachtet werden.
2021 wurde der Film mit Hilfe der Cinémathèque Suisse digital restauriert.

## Inhalt
Der Filmkritiker und Filmhistoriker Freddy Buache beschrieb den Film im Festivalkatalog Visions du Réel 1982. «Der Großteil dieser fesselnden Kinoreportage besteht aus Diskussionen und Interviews. Angesichts der Tatsache, dass mehrere Teams gleichzeitig filmten und dabei völlig unterschiedliche Sequenzen realisierten (manchmal kühl distanziert, manchmal auffallend engagiert) haben sie es in knapp einer Stunde geschafft, einen allgemeinen Eindruck von diesem ‹Phänomen kollektiver Begeisterung› zu vermitteln.»

## Rezeption
Der Film «Le Pèlé» wurde am 21. Februar 1964 in Lausanne uraufgeführt. Weiter wurde er 1964 an der Schweizer Landesausstellung, der Expo 64, im Programm des Neuen Schweizer Films sowie am Filmfestival von Locarno gezeigt. In Locarno pfiff das junge Publikum das Werk aus, weil es «Le Pèlé» für einen katholischen Film hielt.
Das Eidgenössische Departement des Innern (EDI) zeichnete den Film mit einer Qualitätsprämie aus.
Am 9. Bildrausch – Filmfest Basel vom Juni 2019 erlebte die digital restaurierte Kopie von «Le Pèlé» ihre Uraufführung. Dies im Rahmen der Würdigung des Schaffens von Walter Marti und Reni Mertens unter dem Titel «Nachhall: Mit Reni Mertens und Walter Marti in die Zukunft».

## Festivalvorführungen (Auswahl)
- Locarno (CH): Locarno Film Festival, 1964
- Solothurn (CH): Solothurner Filmtage, 1964
- Nyon (CH): 14. Festival int. de cinéma Visions du Réel, 1982
- Basel (CH): Bildrausch Filmfestival Basel, 2019

## Weblink
- Langjahr-Film : Moritz de Hadeln, Walter Marti, Sandro Bertossa : «Le Pèlé»